# 트위스터 메모리
트위스터(Twistor) 메모리는 전류가 흐르는 전선 주위에 자기 테이프를 감아서 만든 주기억장치의 한 형태이다. 작동 방식은 자기코어 메모리와 매우 유사했다. 트위스터는 피기백 트위스터로 알려진 재프로그램 가능한 형태를 포함하여 ROM 메모리를 만드는 데도 사용될 수 있었다. 두 가지 형태 모두 자동화된 공정을 사용하여 제조될 수 있었으며, 이는 코어 기반 시스템보다 훨씬 낮은 생산 비용을 가져올 것으로 예상되었다.
벨 연구소에서 1957년에 도입되었으며, 첫 상업적 사용은 1965년에 가동된 1ESS 스위치에 있었다. 트위스터는 1960년대 후반과 1970년대 초반에만 잠시 사용되었는데, 이때 반도체 메모리 장치가 거의 모든 이전 메모리 시스템을 대체했다. 트위스터의 기본 아이디어는 버블 메모리의 개발로도 이어졌지만, 이 또한 상업적 수명이 짧았다.

## 자기코어 메모리

### 구조

X/Y 선 동시 전류 설정에서 4x4 자기코어 메모리 평면 다이어그램. X와 Y는 구동선, S는 감지선, Z는 억제선이다. 화살표는 쓰기 전류의 방향을 나타낸다.

코어 메모리에서 작고 고리 모양의 자석인 코어는 X와 Y라는 두 개의 교차하는 전선으로 꿰어져 평면으로 알려진 매트릭스를 이룬다. 하나의 X선과 하나의 Y선에 전원이 공급되면, 전선에 대해 45도 각도로 자기장이 생성된다. 코어 자석은 전선에 45도 각도로 놓여 있으므로, 전원이 공급된 X선과 Y선의 교차점에 감겨 있는 단일 코어는 유도된 자기장의 영향을 받는다.
코어 자석에 사용된 재료는 매우 "정사각형" 자기 히스테리시스 패턴을 갖도록 특별히 선택되었다. 이는 특정 임계값 바로 아래의 자기장은 아무것도 하지 않지만, 이 임계값을 약간 넘는 자기장은 코어가 해당 자기장의 영향을 받도록 하여 자화 상태를 갑자기 뒤집게 됨을 의미한다. 정사각형 패턴과 급격한 뒤집힘 상태는 그리드 내에서 단일 코어를 주소 지정할 수 있도록 보장한다. 인근 코어는 약간 다른 자기장을 보게 되므로 영향을 받지 않는다.

### 데이터 검색
코어 메모리의 기본 동작은 쓰기이다. 이는 선택된 X선과 Y선 모두에 임계 자기장의 ½을 자체적으로 생성하는 전류 수준으로 전원을 공급함으로써 이루어진다. 이렇게 하면 교차점의 자기장이 코어의 포화점보다 커져 코어가 외부 자기장을 포착하게 된다. 1과 0은 자기장의 방향으로 표현되며, 이는 두 전선 중 하나에서 전류 흐름의 방향을 변경하는 것만으로 간단히 설정할 수 있다.
코어 메모리에서는 비트를 쓰거나 읽기 위해 세 번째 전선인 센스/인히빗 라인(센스/인히빗 line)이 필요하다. 읽기는 쓰기 과정을 사용한다. X선과 Y선은 선택된 코어에 "0"을 쓸 때와 동일한 방식으로 전원이 공급된다. 만약 그 코어가 그때 "1"을 가지고 있었다면, 자기 상태는 "0"으로 뒤집히고 이 전환은 센스/인히빗 선에 짧은 전기 펄스를 유도한다. 펄스가 감지되지 않으면 뒤집힘이 발생하지 않았으므로 코어는 이미 "0"을 가지고 있었다. 이 과정은 파괴적이다. 만약 코어가 "1"을 가지고 있었다면, 그 패턴은 읽기 중에 파괴되므로 후속 작업에서 재설정해야 한다.
센스/인히빗 선은 특정 평면에 있는 모든 코어가 공유하므로, 한 번에 하나의 비트만 읽거나 쓸 수 있다. 코어 평면은 일반적으로 워드의 한 비트를 평면당 저장하기 위해 쌓였으며, 모든 평면을 한 번에 작동시켜 하나의 워드를 단일 작업으로 읽거나 쓸 수 있었다.
읽기 또는 쓰기 사이에는 데이터가 자기적으로 저장되었다. 이는 코어가 비휘발성 메모리임을 의미한다.

### 제조
코어 제조는 주요 문제였다. X선과 Y선은 짜임새 패턴으로 코어를 통과해야 했고, 센스/인히빗 선은 평면의 모든 코어를 통과해야 했다. 상당한 노력에도 불구하고, 아무도 코어 생산을 성공적으로 자동화하지 못했고, 이는 1970년대까지 수작업으로 남았다. 메모리 밀도를 높이려면 더 작은 코어를 사용해야 했고, 이는 선에 연결하는 난이도를 크게 높였다.

## 트위스터
트위스터의 초기 버전은 일련의 동심 솔레노이드를 통해 꼬인 강자성 와이어로 구성되었다. 더 긴 솔레노이드는 SENSE 코일이고, 더 짧은 솔레노이드는 WRITE 코일이다. 단일 비트는 코일 아래의 나선형 영역을 두 방향 중 하나로 자화시키기에 충분한 + (1) 또는 - (0) 전류로 WRITE 코일에 펄스를 가하여 기록되었다. 늘어난 와이어의 한쪽 끝에는 READ 솔레노이드가 있었는데, 펄스를 가하면 와이어를 통해 음향파를 보냈다. 음향 펄스가 각 SENSE 코일 아래를 지나갈 때, 와이어 영역의 자화 방향에 따라 + 또는 -의 작은 전기 펄스를 유도했다. 따라서 각 펄스마다 "바이트"를 직렬로 읽어낼 수 있었다.
트위스터는 개념적으로 코어 메모리와 유사했지만, 원형 자석을 자기 테이프로 대체하여 패턴을 저장했다. 테이프는 X선과 동일한 전선 세트 중 하나를 45도 나선 형태로 감았다. Y선은 여러 트위스터 전선을 감싸는 솔레노이드로 대체되었다. 특정 비트 선택은 코어와 동일하게 하나의 X선과 Y선에 전원을 공급하여 45도 자기장을 생성했다. 자기 테이프는 테이프 길이를 따라만 자화될 수 있도록 특별히 선택되었으므로, 트위스터의 단일 지점만이 자화될 올바른 자기장 방향을 가졌다.
원래의 트위스터 시스템은 3밀리미터 구리선 주위에 퍼멀로이 테이프를 감았다. 주어진 길이의 전선에 대해 테이프는 처음 절반 부분에만 감겨 있었다. 그런 다음 구리선은 테이프가 끝나는 지점에서 구부러져 테이프가 있는 부분과 나란히 되돌아와 귀환 도체를 형성했다. 이는 모든 연결이 한쪽 끝에 있음을 의미했다. 여러 개의 트위스터 선이 나란히 놓인 후 PET 필름 플라스틱 시트에 라미네이트되었는데, 트위스터와 그 귀환선은 약 1/10인치 간격으로 떨어져 있었다. 일반적인 테이프는 5개의 트위스터 선과 그 귀환선을 가질 수 있으므로, 시트는 너비가 1인치를 약간 넘었다. 솔레노이드도 유사하게 구성되었는데, 트위스터와 동일한 기본 치수의 플라스틱 테이프에 라미네이트된 여러 개의 0.15인치 너비의 구리 테이프로 구성되었다. 개방형 코어 주위에 여러 번 감은 전통적인 솔레노이드와 달리, 이 시스템은 본질적으로 플라스틱 시트에 있는 단일 전선에 불과했다.
완전한 메모리 시스템을 구축하기 위해 솔레노이드 시트를 평평하게, 예를 들어 X 방향으로 배치한 다음, 트위스터 시트를 Y축을 따라 수직으로 그 위에 놓았다. 그런 다음 솔레노이드 테이프를 접어서 트위스터 시트를 감싸 U자형 솔레노이드 시리즈를 만들었다. 이제 솔레노이드 테이프의 또 다른 층이 첫 번째 층 위에 놓이고, 트위스터 테이프는 접혀서 새 솔레노이드 테이프의 상단을 가로질러 음수 Y축을 따라 흐르게 한 다음, 솔레노이드 테이프를 접어서 두 번째 루프 세트를 형성했다. 이 과정은 트위스터 스트립이 "소진"될 때까지 계속되어 컴팩트한 메모리 큐브를 형성했다. 메모리 한쪽에는 각 솔레노이드 루프에 연결된 일련의 작은 코어가 있었는데, 이는 오로지 스위칭을 위해 사용되었다(그들의 원래 목적은 나중에 메모리로서의 개발이었다).
벨이 트위스터를 개발한 주된 이유는 그 공정이 고도로 자동화될 수 있었기 때문이다. 트위스터를 완성하는 접는 과정은 수작업으로 이루어질 수 있지만, 시트를 깔고 라미네이트하는 것은 기계로 쉽게 처리할 수 있었다. 개선된 트위스터 버전은 또한 원래 귀환 경로로만 사용되었던 구리선 부분을 감싸서 생산 기술의 변화 없이 밀도를 두 배로 늘렸다.

### 작동
트위스터에 쓰는 것은 코어와 사실상 동일했다. 특정 비트는 필요한 전력의 절반을 트위스터 선 중 하나와 솔레노이드 루프 중 하나에 공급함으로써 선택되어, 두 선의 교차점에서만 필요한 자기장 강도가 생성되었다.
읽기는 다른 과정을 사용했다. 코어와 달리 트위스터는 센스/인히빗 선이 없었다. 대신, 솔레노이드에 더 큰 전류를 사용하여 해당 루프의 모든 비트를 뒤집을 만큼 충분히 크게 하고, 트위스터 선을 읽기 선으로 사용했다.
따라서 트위스터는 코어에서 평면당 하나의 비트만 한 번에 사용할 수 있었던 것과 달리, 한 번에 한 평면씩 읽고 썼다.

### 영구 자석 트위스터
트위스터는 쉽게 재프로그램 가능한 ROM을 생성하도록 수정될 수 있었다. 이를 위해 각 솔레노이드 루프의 절반이 작은 vicalloy 막대 자석이 박힌 알루미늄 카드(plate)로 대체되었다. 솔레노이드는 전류가 흐르기 위해 완전한 회로여야 하므로 여전히 접힌 시트 형태로 삽입되었지만, 이 경우에는 루프가 트위스터의 접힌 부분 주위가 아니라 그 사이에 삽입되었다. 이를 통해 단일 시트가 위와 아래의 트위스터 두 접힌 부분에 대해 솔레노이드 루프의 절반 역할을 할 수 있었다. 루프를 완성하기 위해 자석 카드는 트위스터 테이프의 다른 쪽에 놓였다.
읽기는 솔레노이드에 쓰기에 필요한 전력의 약 절반에 해당하는 지점까지 전원을 공급함으로써 수행되었다. 이 자기장은 알루미늄 시트에 의해 "반사"되어 루프를 자기적으로 닫았다. 결과 자기장은 쓰기 강도보다 커서 퍼멀로이 상태를 뒤집었다. 만약 비트가 카드에 비자화된 막대 자석 옆에 있었다면, 자기장은 반대되지 않았고 뒤집힘은 트위스터 선에 전류 펄스를 유도하여 "1"을 읽었다. 그러나 해당 비트에서 막대를 자화함으로써, 막대 자석은 솔레노이드 전류에 의해 생성되는 자기장에 반대하여 쓰기 강도 미만으로 만들고 뒤집힘을 방지했다. 이는 "0"을 읽었다.
영구 자석 트위스터(PMT)는 플레이트를 제거하고 맞춤형 기록기 위에 놓아 재프로그램되었다. Vicalloy는 퍼멀로이 테이프보다 재자화에 훨씬 더 많은 전력이 필요했기 때문에 사용되었는데, 이는 메모리 시스템에서 사용 중에는 시스템이 영구 자석을 재설정하는 데 전혀 근접하지 않도록 하기 위함이었다. 기록기 시스템은 이러한 저항을 극복하는 훨씬 더 큰 전류를 사용했다.
1ESS 시스템에 사용된 PMT는 각 모듈에 2818개의 자석(64개의 44비트 워드용)이 있는 128개의 카드를 사용했다. 이는 8192 워드(8 키비워드)의 모듈을 생성했다. 전체 저장 장치는 총 131,072 워드(128 키비워드)를 위해 16개의 모듈을 사용했으며, 이는 720,896 8비트 바이트(704 KiB)에 해당한다.

### 피기백 트위스터
또 다른 형태의 트위스터 ROM은 영구 자석 카드 대신 트위스터 선에 첫 번째 자기 테이프 위에 두 번째 자기 테이프를 "피기백" 구성으로 감쌌다. 이 테이프는 퍼멀로이 대신 코발로이로 코팅되었는데, 이는 자기적으로 훨씬 "단단하여" 뒤집기 위해 약 두 배의 자기장이 필요했다. 시스템을 더욱 단단하게 만들기 위해 코발로이 테이프는 퍼멀로이 테이프보다 약 2.5배 두꺼웠으므로, 결과적인 자기장 강도는 5배였다. 코발로이 테이프의 상태를 뒤집는 데 필요한 외부 전류는 일반 작동 전류의 약 15배였다.
피기백에서의 읽기 작동은 영구 자석 버전과 동일하다. 쓰기는 약간 더 복잡했는데, 피기백 트위스터는 모두 X선 전체 길이에 걸쳐 자기 테이프를 특징으로 했기 때문이다. 이는 어떤 솔레노이드든 쓰여지는 비트와 귀환선의 섹션에 있는 비트 모두를 감싸고 있음을 의미했다. 하나는 설정하고 다른 하나는 설정하지 않기 위해 솔레노이드는 먼저 한 방향으로 전원이 공급된 다음 다른 방향으로 전원이 공급되었고, 트위스터 선의 전류는 일정하게 유지되었다. 이는 차례로 두 개의 자기장을 생성했는데, 하나는 전선의 첫 번째 섹션과 정렬되고 다른 하나는 두 번째 섹션과 정렬되었다. 모든 읽기 및 쓰기는 이러한 방식으로 쌍을 이룬 비트에서 수행되었다.

## 응용 분야
트위스터는 여러 응용 분야에서 사용되었다. 개발 자금의 대부분은 미국 공군에서 공급했는데, 트위스터가 LIM-49 나이키 제우스 프로젝트의 주 메모리로 사용될 예정이었기 때문이다.
미국에서는 벨 시스템(AT&T)도 영구 자석이 있는 트위스터를 초기 전자 전화 교환기 시스템인 1ESS와 ESS 시리즈의 다른 전자 전화 교환기의 "프로그램 스토어" 또는 주 메모리로 사용했으며, 1976년에 도입되어 1980년대까지 판매된 4ESS 스위치까지 계속 사용했다.
또한 트위스터는 벨의 유선 전화 교환대의 후속작인 트래픽 서비스 포지션 시스템(Traffic Service Position System, TSPS)에 사용되었으며, 이는 지역 및 국제 전화의 통화 처리 및 요금 징수를 제어했다.
2017년까지 미국의 시골 지역에서 전화 서비스를 제공하는 데 사용되던 모든 TSPS 및 ESS 설치물은 제거되었다. 일부 시스템은 미국에서 서비스에서 제거된 후 판매되어 재설치된 멕시코와 콜롬비아에서 여전히 사용될 수 있다.